# 犠牲バント

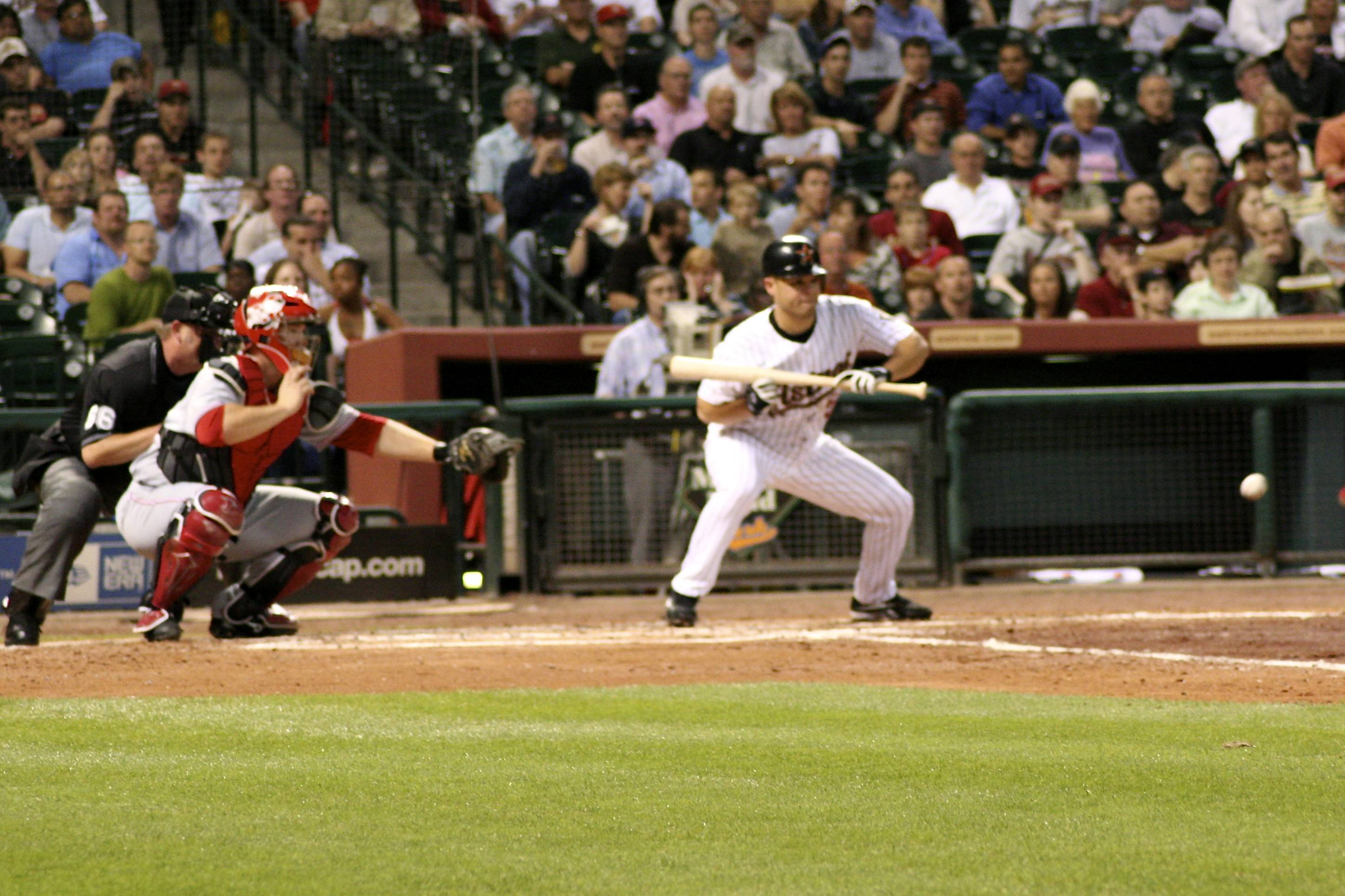
犠牲バントを試みる打者

犠牲バント（ぎせいバント）とは、野球で、打者がアウトになる代わりに、走者を進塁させることを目的としたバントのことである。公認野球規則9.08により定められている。英語ではSacrifice buntという。
犠牲バントのうち、一塁走者や二塁走者を次塁に進めるバントは、走者を次の塁へ「送る」ことから送りバントとも呼ばれる。また、三塁走者を本塁に生還させる犠牲バントはスクイズプレイ（英: squeeze play）と呼ばれる。

## 概要
歴史は古く、1860年代にブルックリン・アトランティックスの中心選手として活躍していたディッキー・ピアスが最初に犠牲バントを行っていたとされている。犠打ないし犠牲バントという語句が新聞紙面に初めて現れたのは1880年で、1889年には公式記録に犠打の記録が現れるようになった。
犠牲バントの要件として、無死または一死で打者がバントをし、塁上の1人または複数の走者が次の塁へ進塁する必要がある。ただし、次の塁への進塁を試みた走者が1人でもアウトになった場合は、犠牲バントは記録されない。
打者が犠牲バントを決めた場合、打席は記録されるが打数は記録されない。この規則により、犠牲バントを決めた打者の打率や出塁率が下がることは無い。
なお、犠牲バントとほぼ同義の用語として「犠打」（犠牲打）がある。日本野球機構 (NPB) では、犠牲バントを指して「犠打」の表現を用いている。ただし、公認野球規則では「犠打」という用語は使用されておらず、犠牲バントと犠牲フライを総称して「犠打」とするとされる場合もあるため、注意を要する。日本語版ウィキペディアにおいては、原則として「犠打」は犠牲バントを指す。
犠牲バントを企図した打球に対し、守備側に失策が生じて誰もアウトにならなかった場合、失策がなくても走者は進塁できていたと記録員が判断すれば、犠牲バントと失策が記録される。また、打者走者をアウトにできるにもかかわらず、守備側が先行する走者をアウトにしようと試みて失敗し、誰もアウトにならなかった場合には、犠牲バントと野手選択が記録される。いずれの走者もアウトにならず、打者も相手の失策や野手選択によらずに一塁に生きた場合は、犠牲バントではなく安打が記録される。

## 送りバント
前述のように、犠牲バントは一塁走者や二塁走者を次塁へ進塁させる送りバントと、三塁走者を本塁に生還させるスクイズプレイに大別される。
走者一塁での送りバントは一塁線を狙って打球を転がすのがセオリーであり、走者二塁もしくは一・二塁の場合は三塁線に転がすべきであるとされる。適切にバントが行われた場合、塁上の走者は打者走者が一塁でアウトになる間に進塁する。犠牲バントが予想される局面では守備側は必要に応じてバントシフトを敷いて対処する。なお、犠牲バントの打球にはインフィールドフライは宣告されないため、敢えて打球を落とし、併殺を狙う場合もある。
悪球はバントが難しいので、ボールになる投球であれば打たずに待つ。バットに当たった瞬間にバットをわずかに引く。そして、バントされた球の飛ぶ方向はバットの角度で定まる。打つ面が三塁を向いていれば三塁に、一塁を向いていれば一塁線にそって球は転がっていく。一塁に走者を置いた場合の犠打はファウルラインに近いフェアグラウンドで一塁手が深く突っ込まねばならぬ地点、一・二塁に走者を置いた場合は三塁方向か三塁と本塁の中間で三塁のファウルラインに近い地点、二塁に走者を置いた場合は三塁と本塁との中央のファウルライン近くにバントするのがそれぞれ最適とされている。
送りバントが成功すれば、走者を得点圏（二塁や三塁）に進めたうえ、内野ゴロ等の凡打による併殺のリスクを回避できる。その一方で、守備側にアウトを一つ与えるというデメリットもある。ここから主に僅差の試合や、投手など安打を期待できない打者の打席で用いられる。しかし、どうしても1点が必要な局面などでは、チームの主砲である4番打者も犠牲バントを敢行することがある。

### 有効性と現状
セイバーメトリクスに基づく統計学的な分析によれば、現在の日本プロ野球およびメジャーリーグでは、送りバントをした場合としない場合の得点期待値（1イニングにどれだけ得点できると見込まれるか）を比較すると、無死一二塁の場合を除きバントをしない場合の方が高くなることが複数のデータの分析から明らかになっており、送りバントの有効性が疑問視されている。
ただし、たまにバントを行うことで相手にバントを意識したシフトを敷かせる利点はあり、得点期待値よりも得点確率（得点出来るかどうか）を重視する場面、つまり1点を争うような展開の試合終盤に送りバントを選択することにも一定の合理性が認められる。また、言うまでもなく打者が投手といったような攻撃側に打力が期待できない場合でもバントは効果的である。また、プロ野球・高校野球等同一の枠組みであっても、得点環境は年代により大きく変動しており、作戦の評価や比較の際にはこうした環境の影響にも注意する必要がある。
近年のメジャーリーグ、特にセイバーメトリクスを重視した戦術を取る「新思考派」と呼ばれるチームでは、犠牲バントの数が大幅に減少している。リーグ全体で見た場合も、1940年代は500打席に対し約5.5回はバントが行われていたが、1980年代までにその比率は約5回に下がり、2004年には3回を少し超える程度にまで頻度が落ちている。
対照的に日本では犠牲バントが広く用いられており、2005年の時点で比較した場合、日本プロ野球とメジャーリーグではバントの頻度において倍近い差があることがわかっている。また、高校野球ではプロ以上にバントが多用されており、2010年の夏の甲子園では1試合平均で5.02本のバントが行われた。一方で、蔦文也監督が率いた徳島県立池田高等学校（通称「やまびこ打線」）や、2007年に選抜大会を制した常葉菊川はバントをしない戦術で注目を集めた。プロ野球においても1998年に横浜ベイスターズを優勝に導いた権藤博はバントを用いることに消極的であった。

## 日本プロ野球

### 通算記録
| 順位 | 選手名   | 犠打 |
| ---- | -------- | ---- |
| 1    | 川相昌弘 | 533  |
| 2    | 平野謙   | 451  |
| 3    | 宮本慎也 | 408  |
| 4    | 今宮健太 | 395  |
| 5    | 菊池涼介 | 353  |
| 6    | 伊東勤   | 305  |
| 7    | 田中浩康 | 302  |
| 8    | 新井宏昌 | 300  |
| 9    | 細川亨   | 296  |
| 10   | 金子誠   | 292  |

| 順位 | 選手名   | 犠打 |
| ---- | -------- | ---- |
| 11   | 石井琢朗 | 289  |
| 12   | 荒木雅博 | 284  |
| 13   | 正田耕三 | 282  |
| 14   | 水口栄二 | 279  |
| 15   | 小坂誠   | 267  |
| 16   | 大島公一 | 265  |
| 17   | 吉田義男 | 264  |
| 17   | 東出輝裕 | 264  |
| 19   | 平野恵一 | 256  |
| 20   | 中島卓也 | 254  |

- 記録は2024年度シーズン終了時[20]

### シーズン記録
| 順位 | 選手名   | 所属球団                   | 犠打 | 記録年 | 備考                       |
| ---- | -------- | -------------------------- | ---- | ------ | -------------------------- |
| 1    | 宮本慎也 | ヤクルトスワローズ         | 67   | 2001年 | セ・リーグ記録             |
| 2    | 川相昌弘 | 読売ジャイアンツ           | 66   | 1991年 |                            |
| 3    | 田中浩康 | 東京ヤクルトスワローズ     | 62   | 2011年 |                            |
| 3    | 今宮健太 | 福岡ソフトバンクホークス   | 62   | 2013年 | パ・リーグ記録             |
| 3    | 今宮健太 | 福岡ソフトバンクホークス   | 62   | 2014年 | パ・リーグ記録             |
| 3    | 中島卓也 | 北海道日本ハムファイターズ | 62   | 2016年 | パ・リーグ記録、左打者記録 |
| 7    | 平野恵一 | 阪神タイガース             | 59   | 2010年 | セ・リーグ左打者記録       |
| 8    | 川相昌弘 | 読売ジャイアンツ           | 58   | 1990年 |                            |
| 8    | 田中賢介 | 北海道日本ハムファイターズ | 58   | 2007年 |                            |
| 10   | 和田豊   | 阪神タイガース             | 56   | 1988年 |                            |
| 10   | 川相昌弘 | 読売ジャイアンツ           | 56   | 1996年 |                            |

- 記録は2024年度シーズン終了時[21]

### 1試合記録
| 選手名     | 所属球団                     | 犠打 | 記録日        | 対戦相手                     |
| ---------- | ---------------------------- | ---- | ------------- | ---------------------------- |
| 弓岡敬二郎 | 阪急ブレーブス               | 4    | 1985年6月9日  | 南海ホークス                 |
| 平田勝男   | 阪神タイガース               | 4    | 1985年7月18日 | 広島東洋カープ               |
| 栗山英樹   | ヤクルトスワローズ           | 4    | 1989年6月4日  | 中日ドラゴンズ               |
| 平野謙     | 西武ライオンズ               | 4    | 1991年6月19日 | オリックス・ブルーウェーブ   |
| 佐藤幸彦   | 千葉ロッテマリーンズ         | 4    | 1993年7月9日  | 西武ライオンズ               |
| 石井琢朗   | 横浜ベイスターズ             | 4    | 2003年7月8日  | 中日ドラゴンズ               |
| 関川浩一   | 東北楽天ゴールデンイーグルス | 4    | 2006年9月5日  | オリックス・バファローズ     |
| 関本賢太郎 | 阪神タイガース               | 4    | 2008年6月17日 | 東北楽天ゴールデンイーグルス |
| 山崎憲晴   | 横浜DeNAベイスターズ         | 4    | 2014年7月21日 | 中日ドラゴンズ               |

## メジャーリーグベースボール
注：一部記録については犠飛（犠牲フライ）を含む。

### 通算記録
| 順位 | 選手名                   | 犠打 |
| ---- | ------------------------ | ---- |
| 1    | エディ・コリンズ         | 512  |
| 2    | ジェイク・ドーバート     | 392  |
| 3    | スタッフィー・マッキニス | 383  |
| 4    | ウィリー・キーラー       | 366  |
| 5    | ドニー・ブッシュ         | 337  |
| 6    | レイ・チャップマン       | 334  |
| 7    | ビル・ワムスガンス       | 323  |
| 8    | ロジャー・ペキンポー     | 314  |
| 9    | ラリー・ガードナー       | 311  |
| 10   | トリス・スピーカー       | 309  |

| 順位 | 選手名               | 犠打 |
| ---- | -------------------- | ---- |
| 11   | ラビット・マランビル | 300  |
| 12   | タイ・カッブ         | 292  |
| 13   | マックス・キャリー   | 290  |
| 14   | ジミー・シェッカード | 286  |
| 15   | ジョー・ティンカー   | 285  |
| 16   | ジャック・バリー     | 284  |
| 17   | フランク・シュルト   | 279  |
| 18   | ジミー・オースティン | 278  |
| 19   | ハリー・ハイルマン   | 277  |
| 19   | フレッド・テニー     | 277  |

- 記録は2024年シーズン終了時[22]

### シーズン記録
| 順位 | 選手名               | 所属球団                       | 犠打 | 記録年 |
| ---- | -------------------- | ------------------------------ | ---- | ------ |
| 1    | レイ・チャップマン   | クリーブランド・インディアンス | 67   | 1917年 |
| 2    | ビル・ブラッドリー   | クリーブランド・ナップス       | 60   | 1908年 |
| 3    | ジャック・バリー     | ボストン・レッドソックス       | 54   | 1917年 |
| 4    | ボブ・ガンリー       | ワシントン・セネタース         | 52   | 1908年 |
| 4    | ドニー・ブッシュ     | デトロイト・タイガース         | 52   | 1909年 |
| 6    | レイ・チャップマン   | クリーブランド・インディアンス | 50   | 1919年 |
| 7    | ドニー・ブッシュ     | デトロイト・タイガース         | 48   | 1920年 |
| 7    | ジョー・ギデオン     | セントルイス・カージナルス     | 48   | 1920年 |
| 9    | オッシー・ビット     | ボストン・レッドソックス       | 47   | 1919年 |
| 10   | ビル・ブラッドリー   | クリーブランド・ナップス       | 46   | 1907年 |
| 10   | ジミー・シェッカード | シカゴ・カブス                 | 46   | 1909年 |
| 10   | ラルフ・ヤング       | デトロイト・タイガース         | 46   | 1919年 |
| 10   | バッキー・ハリス     | ワシントン・セネタース         | 46   | 1924年 |

- 記録は2024年シーズン終了時[23]

#### ライブボール時代以降
| 順位 | 選手名               | 所属球団                       | 犠打 | 記録年 | 備考                       |
| ---- | -------------------- | ------------------------------ | ---- | ------ | -------------------------- |
| 1    | ドニー・ブッシュ     | デトロイト・タイガース         | 48   | 1920年 | ア・リーグ記録、両打者記録 |
| 1    | ジョー・ギデオン     | セントルイス・カージナルス     | 48   | 1920年 | ナ・リーグ記録、右打者記録 |
| 3    | バッキー・ハリス     | ワシントン・セネタース         | 46   | 1924年 | ア・リーグ右打者記録       |
| 4    | スタッフィ・マキニス | ボストン・レッドソックス       | 45   | 1920年 |                            |
| 5    | ビル・ワムズガンス   | クリーブランド・インディアンス | 43   | 1921年 |                            |
| 6    | ビル・ワムズガンス   | クリーブランド・インディアンス | 42   | 1922年 |                            |
| 6    | パイ・トレイナー     | ピッツバーグ・パイレーツ       | 42   | 1928年 |                            |
| 8    | レイ・チャップマン   | クリーブランド・インディアンス | 41   | 1920年 |                            |
| 8    | ドニー・ブッシュ     | タイガース→セネタース          | 41   | 1921年 |                            |
| 8    | バッキー・ハリス     | ワシントン・セネタース         | 41   | 1925年 |                            |
| 8    | ジョー・シーウェル   | クリーブランド・インディアンス | 41   | 1929年 | 左打者記録                 |

- 記録は2024年シーズン終了時[24]